# 광주공원

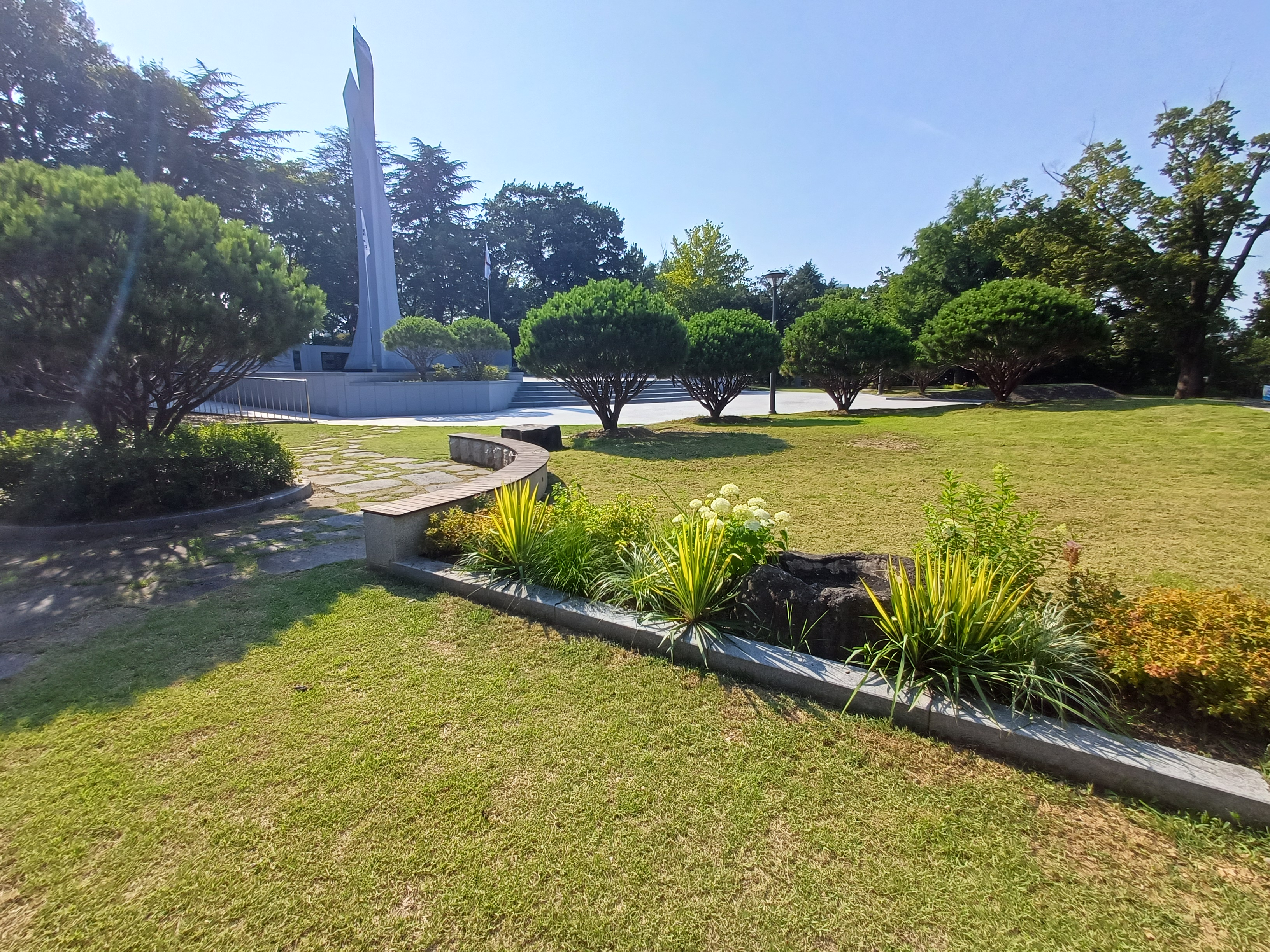
광주공원

광주공원 또는 구동공원 광주광역시 남구 중앙로 107번길 15(구동)에 소재한 공원이다.

## 상세

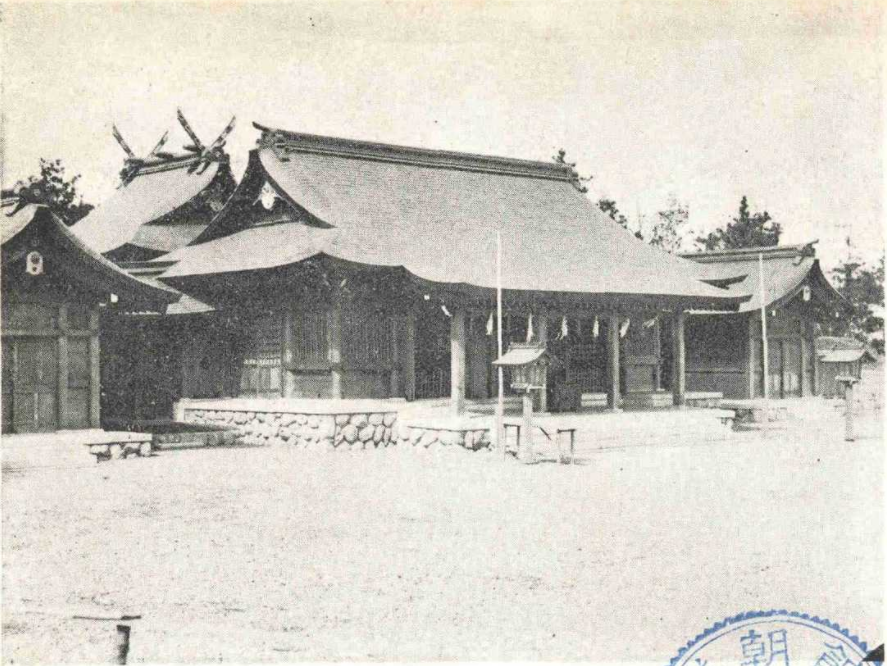
일제강점기의 광주신사

### 성거산
광주공원은 원래 성거산(聖巨山)이 있었던 지역이며, 산의 모양새가 성스러운 거북이의 모습과 닮았다고 하여 이름이 붙여졌다. 

### 일제강점기와 일본신사
그러다 일제강점기 시절 일본인들에 의해 이곳은 광주신사로 개발되었다. 일본의 항복 이후 광주신사는 폐지되었으며, 이곳에 공원을 만들게 된다. 

### 광주 공원
광주공원은 광주에 제1호 공원이다. 공원 내부에는 현충탑, 추모비, 사적 표석 등 한국 근현대사와 관련된 표시들이 있다. 이는 일제강점기 동안 식민 지배의 아픔을 기억하고, 6.25 전쟁 광주전남의 호국영령들을 기리기 위해 현충탑을 건설한 것과 연관이 깊다. 또한 4·19 혁명 희생영령 추모비와 5․18 사적 표석이 공원에 설치되어 있다. 그리고, 공원 내부에 한국자유총연맹 산하 무진회관과 4·19문화원 또한 위치하고 있다.

### 고려 불교 문화
공원 내에 고려 시대에 건축한 성거사(聖居寺)의 터만 남은 성거사지가 있으며, 전 광주 성거사지 오층석탑(광주 서오층석탑)도 이곳에 위치한다. 광주광역시 내 몇 안되는 고려 관련 유적지라는 상징성도 갖는다.
광주공원 근처에 광주시민회관, 빛고을 시민문화관, 광주향교,  광주목사 선정비군, 희경루가 위치한다.

## 교통
- 광주 도시철도 1호선 금남로4가역
- 금남 59번 버스

## 같이 보기
- 광주천

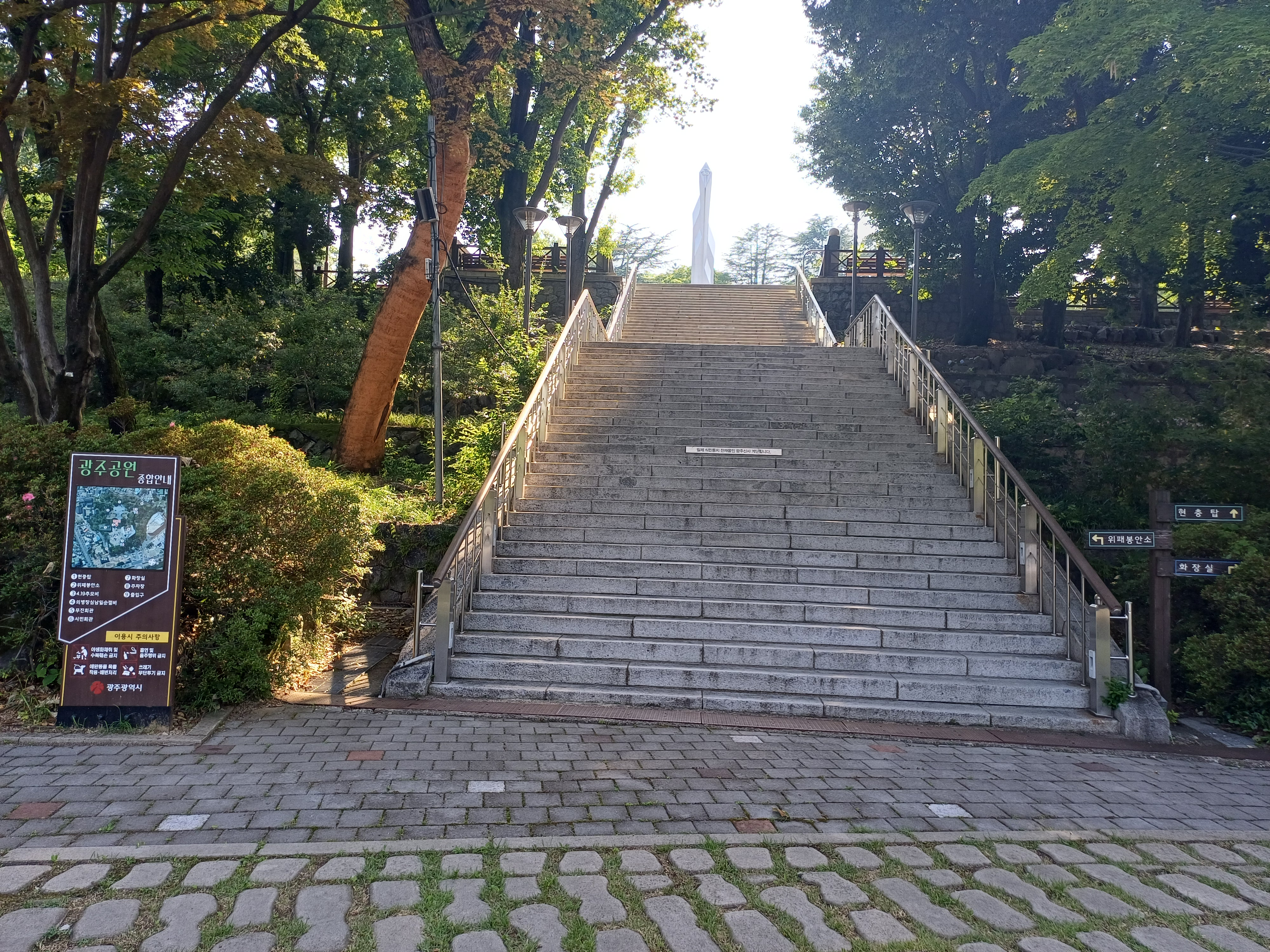
공원 입구
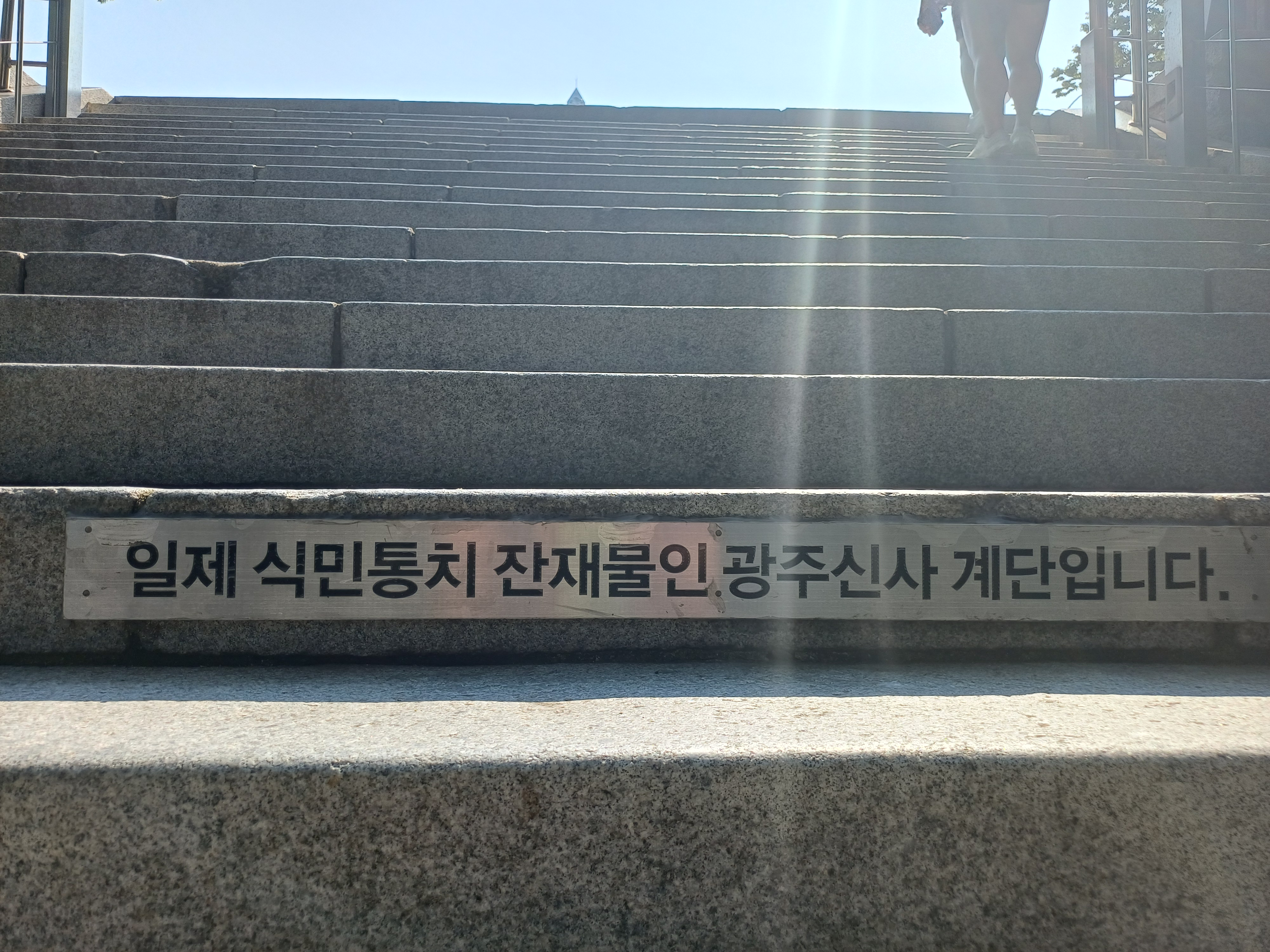
일제강점기 당시 광주신사 계단
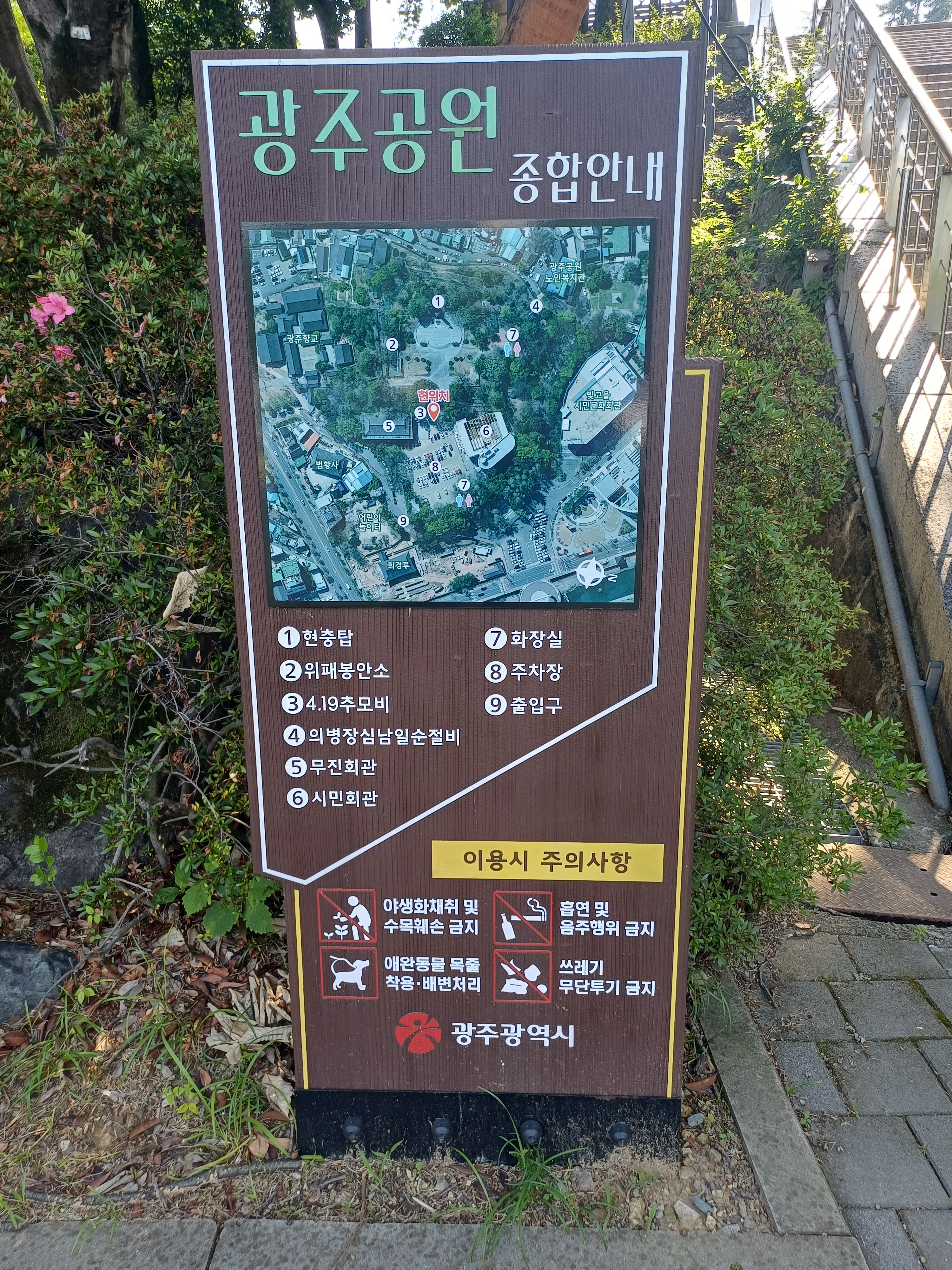
종합안내판
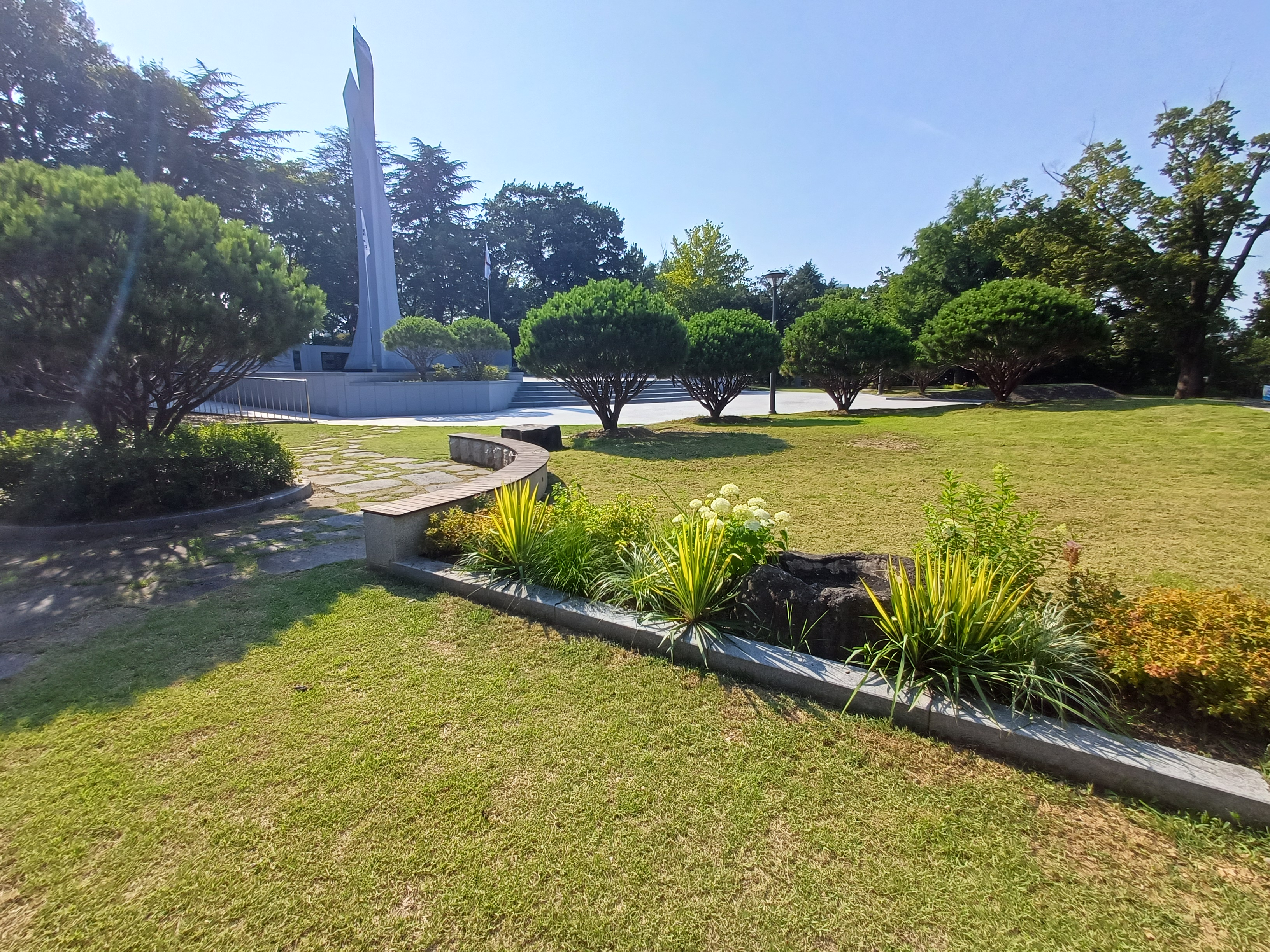
공원 전경
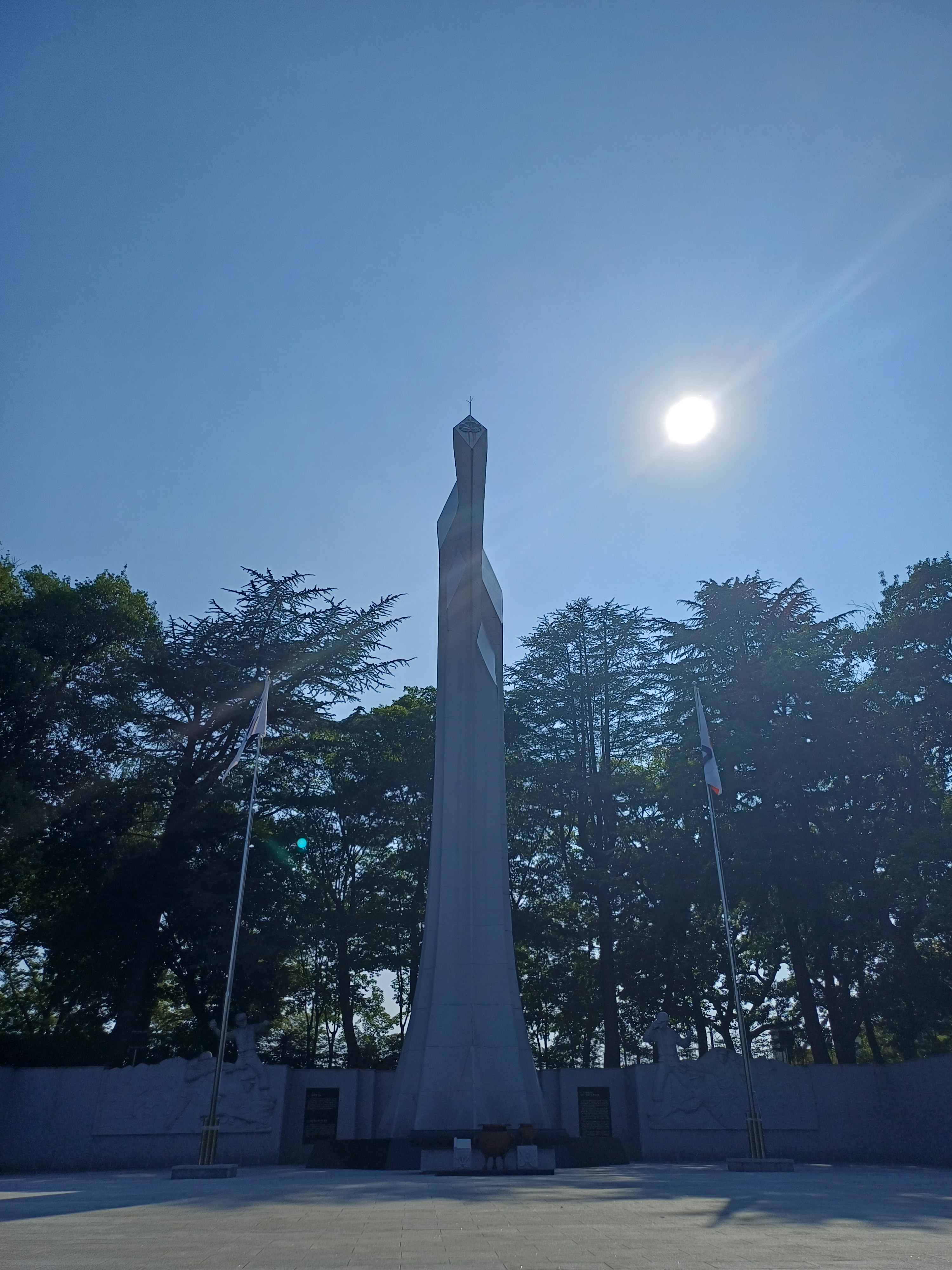
공원 내 현충탑
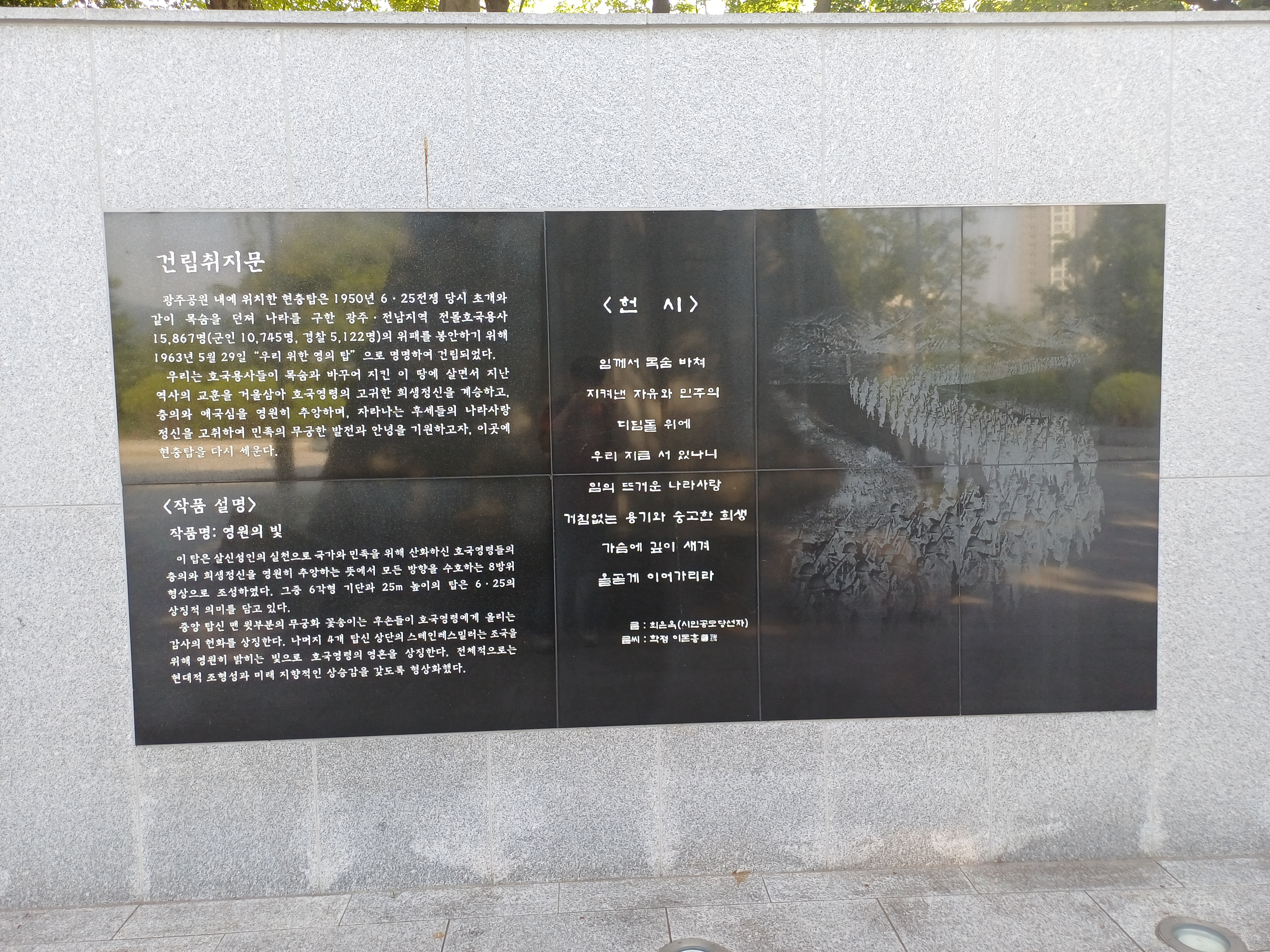
공원 현충탑 안내판
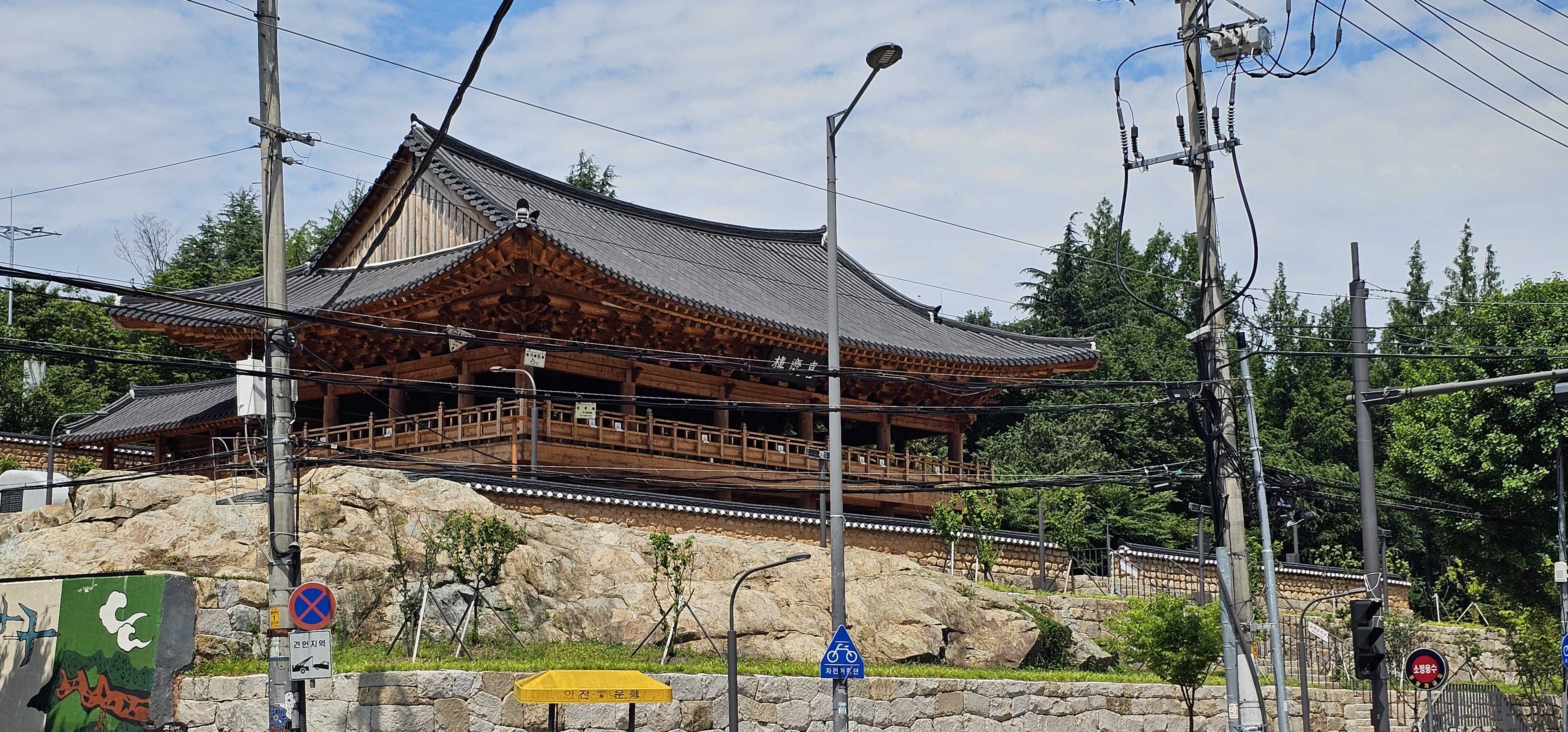
희경루
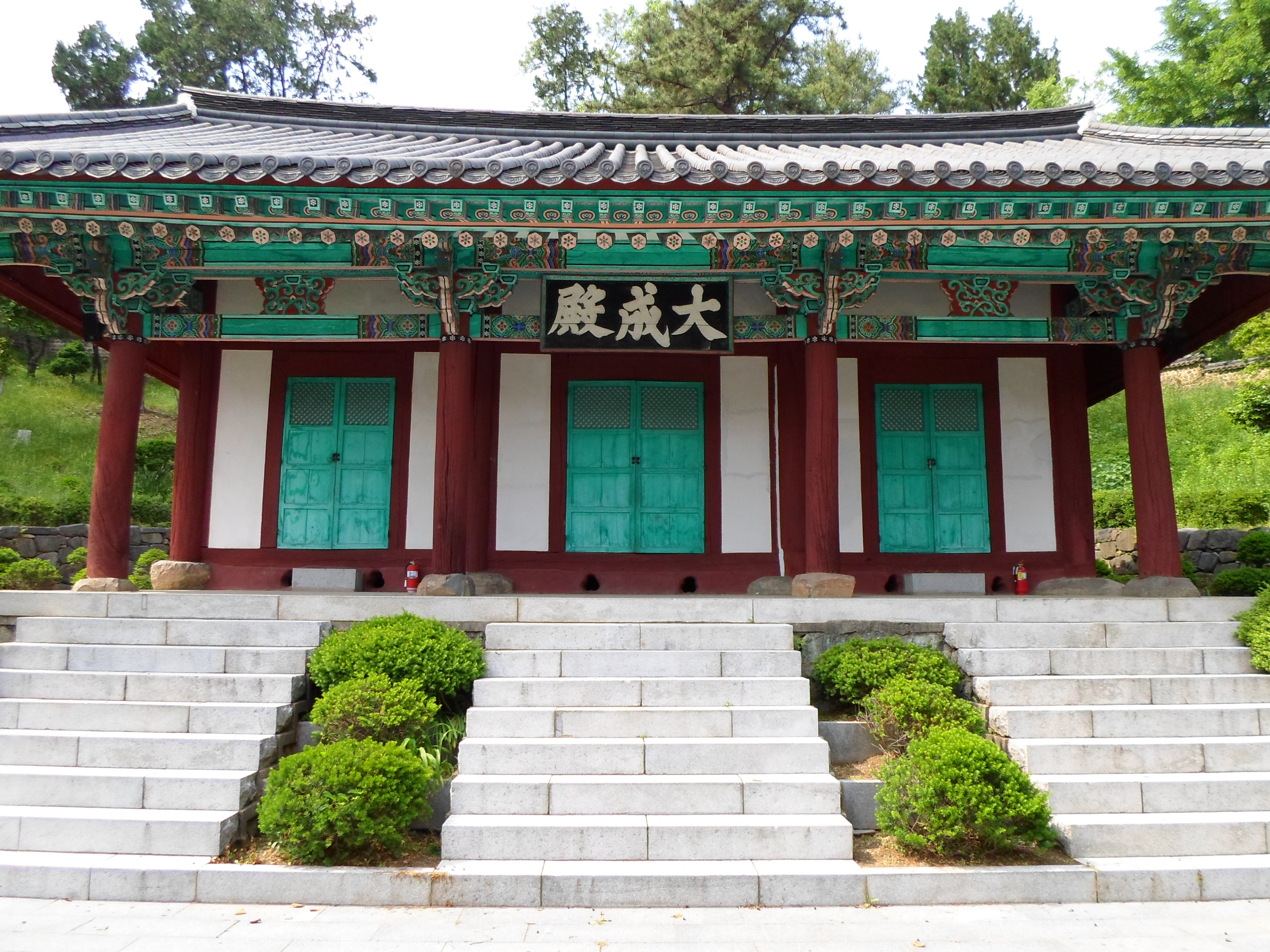
광주향교